# Liste des cours d'eau de la Dominique
Liste des rivières qui coulent dans l'île de la Dominique. Cette île des Antilles compte 365 cours d'eau (ruisseaux, rivières, fleuves) dont 86 principaux. Aucun des nombreux cours d'eau de l'île n'est navigable.
Ancienne colonie française devenue par la suite membre du Commonwealth avant de devenir indépendante, la Dominique conserve une toponymie largement francophone tout comme ses habitants qui continue à parler majoritairement le créole antillais, même si l'anglais a conservé un statut officiel.

## Cours d'eau
- Anse Du Mé (rivière)
- Aouya (rivière)
- Balthazar (rivière)
- Barry (rivière)
- Batali (rivière)
- Beauplan (rivière)
- Belfast (rivière)
- Bell Hall (rivière)
- Belle Fille (rivière)
- Bellibu (rivière)
- Bibiay (rivière)
- Bioche (rivière)
- Blanche (rivière de la Dominique)
- Blenheim (rivière)
- Boeri (rivière)
- Boetica (rivière)
- Bouleau (rivière)
- Bway (rivière)
- Canal (rivière)
- Canari (rivière)
- Canefield (rivière)
- Cario (rivière)
- Castle Bruce (rivière)
- Check Hall (rivière)
- Claire (rivière de la Dominique)
- Clarke (rivière)
- Colihaut (rivière)
- Coulibistrie (rivière)
- Crayfish (rivière)
- Demitrie (rivière)
- Delaford (rivière)
- Douce (rivière)
- Dublanc (rivière)
- Eden River (rivière)
- Espagnole (rivière)
- Fond Figues (rivière)
- Geneva (rivière)
- River (rivière)
- Good Hope (rivière)
- Hampstead (rivière)
- Indian (rivière de la Dominique)
- Jack (rivière)
- Lagon (rivière)
- Lagoon (rivière)
- Lamothe (rivière)
- La Ronde (rivière)
- Layou
- Macoucheri (rivière)
- Mahaut (St. David) (rivière)
- Mahaut (St. Paul) (rivière)
- Malabuka (rivière)
- Mamelabou (rivière)
- Maréchal (rivière)
- Massacre (rivière)
- Matthieu (rivière)
- Melville Hall (rivière)
- Mero (rivière)
- Micham (rivière)
- North (rivière)
- Ouayaneri (rivière)
- Pagua (rivière)
- Penton (rivière)
- Perdu Temps (rivière)
- Picard (rivière)
- Point Mulâtre (rivière)
- Quanery (rivière)
- Rosalie (rivière)
- Roseau
- Saint Joseph (rivière)
- Saint Marie (rivière)
- Saint Sauveur (rivière)
- Salée (rivière)
- Salisbury (rivière)
- Sari Sari (rivière)
- Savane
- Subaya (rivière)
- Sarisari (rivière)
- Taberi (rivière)
- Tarou (rivière)
- Thibaud (rivière)
- Torité (rivière)
- Toucari (rivière)
- Toulaman (rivière)
- Trois Pitons (rivière)
- Woodford Hill (rivière)